# Prey Vêng (prowincja)
Prey Vêng (khm. ខេត្តព្រៃវែង) – prowincja w południowej Kambodży, trzecia pod względem wielkości w kraju. W 1998 roku zamieszkana przez 946 042 osoby. Dziesięć lat później miała nieco ponad tysiąc mieszkańców więcej.
Prowincja podzielona jest na 12 dystryktów:
- Ba Phnum
- Kâmchay Méar
- Kâmpóng Trâbêk
- Kânhchréach
- Mésang
- Péam Chôr
- Péam Rô
- Pea Reang
- Preăh Sdach
- Prey Vêng
- Kâmpóng Léav
- Sithor Kandal